# 1680-1689
De jaren 1680-1689 (van de christelijke jaartelling) zijn een decennium in de 17e eeuw.

## Belangrijke gebeurtenissen

### Natuurfenomeen
- : Winter van 1683-1684

### Oorlogen

#### Grote Turkse Oorlog

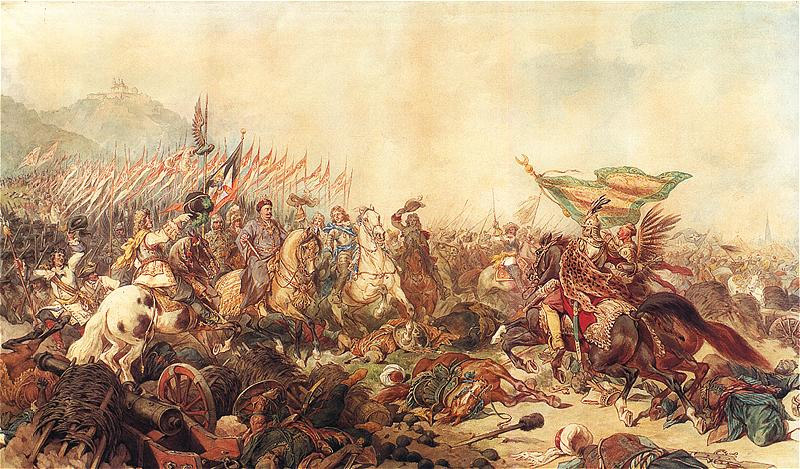
"Sobieski bij Wenen"
Schilderij door Juliusz Kossak

- 1682 : Imre Thököly, grootgrondbezitter in het Koninkrijk Hongarije en protestant, komt in opstand tegen Keizer Leopold I. Hij krijgt hierbij steun van de Ottomanen en de Franse koning Lodewijk XIV.
- 1683 : Begin van de Grote Turkse Oorlog tussen het Ottomaanse Rijk enerzijds en de Derde Heilige Liga van Oostenrijk, Polen en Venetië anderzijds. Een enorm Ottomaans leger van 140.000 man belegert Wenen in juni 1683. Het beleg van Wenen wordt op 12 september gebroken bij aankomst van een strijdmacht van 30.000 Poolse, Oostenrijkse en Duitse troepen onder leiding van de Poolse koning Jan Sobieski.
- 1683-1684 : Frans-Spaanse Oorlog. Lodewijk XIV maakt van de situatie gebruik om zijn oostgrens uit te breiden.
- 1684 : Ottomaans-Venetiaanse oorlog. De Republiek Venetië voegt zich bij de Heilige Liga.
- 1686 : Val van Boeda er komt een eind aan de 145 jaar lang durende Ottomaanse heerschappij over Hongarije. Het rijksleger wordt op 2 september versterkt door 8.000 hulptroepen, waarmee ze in de daaropvolgende maanden een groot deel van Ottomaans Hongarije innemen.
- 1686 : Derde Russisch-Turkse Oorlog. Het Russische Rijk sluit zich aan bij de Heilige Liga.
- 1687 : Slag bij Mohács. Het Keizerlijk leger verslaat de Ottomanen.
- 1688 : Beleg van Belgrado. De Keizerlijke troepen veroveren de stad op de Ottomanen.
- 1689 : Door de oorlog met Frankrijk slagen de Ottomanen er in Belgrado te heroveren.

#### Oorlog tegen de Liga van Augsburg
- 1685 : Karel II van de Palts sterft kinderloos, Lodewijk XIV eist de Rijnpalts op, omdat zijn schoonzuster de rechtmatige erfgenaam van het keurvorstendom zou zijn.
- 1686 : Liga van Augsburg. Tegen de Franse claim wordt een verbond opgericht.
- 1688 : Negenjarige Oorlog. De oorlog start met de Franse verovering van de Palts.
- 1689 : Grote Alliantie. Koning-stadhouder Willem III van Oranje sluit zich aan.
- 1689 : Slag bij Walcourt. Frankrijk valt de Spaanse Nederlanden binnen.

### Rusland
- 1681 : Verdrag van Bachtsjysaraj maakt een einde aan de Russisch-Turkse Oorlog (1676-1681).
- 1682 : Tsaar Fjodor III van Rusland sterft kinderloos, hij wordt opgevolgd  door zijn zus Sofia.
- 1682 : Moskou-opstand. De twee schoonfamilies van de voormalige tsaar Alexis van Rusland gaan hiermee niet akkoord.
- 1686 : Rusland voegt zich bij de Heilige Liga (zie hierboven)
- 1687-1689 : Krimveldtochten. Na de nederlaag wordt regentes Sofia afgezet.
- 1689 : Natalja Narysjkina, de moeder van Peter de Grote neemt de touwtjes in handen. De zwakzinnige oom van Peter, Ivan V draagt de titel.

### Britse Rijk
- 1683 : Rye House-samenzwering is een plan om koning Karel II van Engeland en zijn broer (en erfgenaam van de troon) Jacobus, de hertog van York te vermoorden. In Engeland woedt in de jaren 1679-1682 een machtsstrijd tussen koning en parlement rond de opvolgingskwestie. De Whigs onder leiding van Shaftesbury nemen de Exclusion Bill aan om de katholieke hertog van York te beletten zijn kinderloze broer als koning op te volgen. Zij kiezen voor Monmouth, de onwettige zoon van Karel. Maar met steun van het Hogerhuis ontbindt de koning het Lagerhuis en worden vele Whigs gearresteerd. Shaftesbury en John Locke vluchten naar de Republiek.
- 1685 : Koning Karel II van Engeland sterft zonder wettige opvolger, zijn katholieke broer Jacobus II wordt koning.
- 1687 : Declaration of Indulgence. Een verklaring voor godsdienstvrijheid.
- 1688 - 10 juni - De geboorte van Jacobus Frans Eduard, de lang verbeide zoon uit het tweede huwelijk van Jacobus, ontneemt de protestanten het uitzicht op een koningschap van de protestantse Mary. De ontstane paniek veroorzaakt het begin van een geheim verbond van Engelse adel met politieke invloed. Geschiedschrijvers hebben die groep de immortal 7 genoemd. Eerder had Willem III Lord Portland naar Berlijn gestuurd om Brandenburgse troepen te werven.
- 1688 -Glorious Revolution.  Met de landing van Willem III in Twarbay, Devonshire, begint in Engeland de (Roemrijke Omwenteling). Op 11 december vlucht de Engelse koning Jacobus II naar Frankrijk. De Nederlandse stadhouder Willem III van Oranje-Nassau en zijn echtgenote Maria Stuart worden koning en koningin van Engeland, Schotland en Ierland.
- 1689 : Bill of Rights. Willem en Maria worden gedwongen de vrijheden van het volk en het parlement te erkennen.

### Wereldhandel en kolonies
- Rond 1681 bouwt de Vereenigde Oost-Indische Compagnie een fort in Cirebon, Fort De Bescherming geheten. De VOC gebruikt een burgeroorlog in Bantam als aanleiding om zich de aanspraken van Bantam op Cirebon toe te eigenen en neemt in 1683 bezit van het gebied. Het Sultanaat Bantam wordt na een oorlog in 1684 gereduceerd tot een protectoraat van de VOC. De Engelsen verdwijnen uit Bantam en stichten het veel ongunstiger gelegen Benkoelen.
- In 1684 vaardigt de Chinese keizer Kangxi een  edict uit waarin hij het verbod op scheepvaart uit en met het buitenland opheft en oproept tot handel. Het gevolg is een enorme opleving van de intra-Aziatische handel, die met name via de grote Chinese kolonies in Zuidoost-Azië in bijvoorbeeld Manilla en Batavia plaatsvindt. Deze is nu niet meer afhankelijk van smokkel naar en uit China. In 1685 proclameert  Kangxi de opening van een groot aantal havens voor deze intra-Aziatische handel en opent daar douanekantoren om belasting te heffen. Vier van die havens worden geopend voor Europese handelaren. Dat zijn Kanton, Fuzhou, Xiamen en Shanghai.
- 1689 : Oorlog van koning Willem. De Negenjarige Oorlog breidt zich uit naar Noord-Amerika, een oorlog tussen Nieuw-Engeland en Nieuw-Frankrijk.

### Noord-Afrika
- Meknes wordt de nieuwe hoofdstad van Marokko. De stad wordt uitgebouwd met prachtige tuinen en monumenten, waardoor het Versailles naar de kroon steekt. Het wordt gebouwd door blanke slaven, die zijn gevangengenomen door de Barbarijse zeerovers. Als steengroeve werden de Romeinse ruïnes van Volubilis en het El-Badipaleis gebruikt.

### Azië
- De opiumhandel neemt op Midden-Java sterk toe nadat Mataram invoer door de VOC in 1678 heeft toegestaan.
- De Mogulvorst Aurangzeb trekt in 1682 aan het hoofd van een gigantisch leger de Deccan in. Hij onderwerpt het Sultanaat Bijapur en in 1688 het Sultanaat Golkonda, dat hij hernoemt tot "Haiderabad"

### Godsdienst
- 1682 : Déclaration des Quatre articles is de basis van het Gallicanisme.
- 1685 : Edict van Fontainebleau. Koning Lodewijk XIV maakt een einde aan het Edict van Nantes. De hugenoten in Frankrijk worden definitief tot ongewenste personen verklaard. Ze vluchten naar de Duitse landen, naar Engeland en naar de Republiek der Verenigde Nederlanden, waaronder de Franse filosoof Pierre Bayle.

## Wetenschap en techniek
- 1687 - Newton publiceert zijn Philosophiae Naturalis Principia Mathematica, met onder andere de Theorie van de Zwaartekracht.
- De Nederlandse cartograaf Johannes van Keulen maakt samen met collegacartograaf Claes Jansz. Vooght in 1681 de Nieuwe Lichtende Zee-Fakkel; een vijf delen tellende atlas waarin Vooght kaarten getekend door Jan Luyken samenvat. De naam van de atlas wordt al snel ingekort tot Zee-Fakkel. De vijf delen verschijnen van 1681 tot 1684 en bevatten meer dan 130 nieuwe kaarten.
- Groningen (1681), Utrecht (1682) en Hoorn (1682) voeren de straatlantaarn van Jan van der Heyden in.

## Kunst en cultuur
- Jan III Sobieski van Polen koopt in 1684 drie schilderijen van de Nederlandse Maria van Oosterwijck en Johan George III van Saksen koopt hetzelfde aantal schilderijen, die hij in 1688 tijdens een reis via Den Haag onder ogen krijgt. Zelfs zonnekoning Lodewijk XIV van Frankrijk heeft een werk van Van Oosterwijck in zijn bezit.

<< · 1680 · 1681 · 1682 · 1683 · 1684 · 1685 · 1686 · 1687 · 1688 · 1689 · >>
<< · 1600-1609 · 1610-1619 · 1620-1629 · 1630-1639 · 1640-1649 · 1650-1659 · 1660-1669 · 1670-1679 · 1680-1689 · 1690-1699 · >>